# Nova (motorfiets)
Nova is een Hongaars historisch merk van motorfietsen.
De bedrijfsnaam was: Gép és Vasutfelszerelési Gyar R.T. Motorkerékpar Oststalya, Budapest, later Machinery & Railway-Equipment Works Ltd., Motor Cycle Department, Kistarcsa.
Machine- en spoorwegmaterieelfabrikant Király in Boedapest begon in 1925 met de productie van motorfietsen. Dat gebeurde op initiatief van directeur Andor Király, wiens zonen Andor jr. en Miklós aan motorraces deelnamen. Király zag een investering voor de toekomst van zijn fabriek in de motorfietsproductie.
Andor Király jr. ontwikkelde twee frames, een voor de lichte modellen van 175- tot 200 cc en een voor de zwaardere typen van 350- tot 1.000 cc. Ze hadden typisch Hongaarse kenmerken, zoals de achtervork die bestond uit drie buizen, zoals concurrent Méray dat ook deed maar ook de trapeziumvork was een eigen ontwerp. De frames waren robuust gebouwd vanweg de slechte wegen in Hongarije. De motorblokken werden niet zelf geproduceerd, het waren Britse inbouwmotoren van JAP en Blackburne.
De promotie van het merk werd tamelijk groot aangepakt, met een grote winkel in het centrum van Boedapest en paginagrote advertenties in de kranten. En er kwam een raceteam, met naast de broers Andor en Miklós Király ook twee echte fabriekscoureurs, Károly Hild en István Horthy, een destijds beroemd autocoureur maar ook de zoon van regent Miklós Horthy en de broer van politicus Miklós Horthy jr.. Er was meteen succes: Horthy en Hild werden eerste en tweede in hun eerste race op de drafrenbaan van Budapest en Hild viel in de TT van Hongarije in leidende positie uit met een lekke band. Tijdens de heuvelklim op Jánoshegy, de hoogste berg van Hongarije won Hild zowel de solo- als de zijspanklasse.
Na enkele ongevallen verloor Andor Király al snel de interesse in de motorfietsen. In juni 1926 veronglukte zijn zoon Miklós dodelijk met een zijspan. Korte tijd later kreeg hij zelf een auto-ongeluk waarbij zijn 14-jarige dochter Éva ernstig gewond raakte. Zijn schoondochter Sándorné werd in Boedapest overreden. Beiden herstelden van hun verwondingen, maar al deze ongevallen maakten grote indruk op Andor.In 1926 nam hij ontslag en in 1928 beëindigde hij zijn functie als directeur.
In 1927 werd de motorfietsproductie, die uit ongeveer 100 exemplaren bestond, stopgezet. Een deel van de voorraad werd overgenomen door Méray, de rest werd door het personeel in de winkel in Budapest verkocht.